# Dead Letter Office
Dead Letter Office – pierwsza kompilacja zespołu R.E.M., wydana w 1987 roku. Zawierała strony B singli oraz niepublikowane wcześniej materiały.

## Lista utworów
1. „Crazy” (Randy Bewley, Vanessa Briscoe, Curtis Crowe, Michael Lachowski) – 3:03
  - B-side of "Driver 8" 7 inch & "Wendell Gee" 7 & 12 inch
2. „There She Goes Again” (Lou Reed) – 2:50
  - B-side of I.R.S. "Radio Free Europe" 7 inch
3. „Burning Down” – 4:12
  - B-side of "Wendell Gee" 7 & 12 inch
4. „Voice of Harold”1 – 4:24
  - B-side of "So. Central Rain" 12 inch
5. „Burning Hell” – 3:49
  - B-side of "Cant Get There From Here" 12 inch
6. „White Tornado” – 1:55
  - B-side of "Superman" 7 & 12 inch
7. „Toys in the Attic” (Steven Tyler, Joe Perry) – 2:28
  - B-side of "Fall On Me" 12 inch
8. „Windout” (Jerry Ayers, Berry, Buck, Mills, Stipe) – 1:58
  - Appears on Bachelor Party soundtrack
9. „Ages of You” – 3:42
  - B-side of "Wendell Gee" 7 & 12 inch
10. „Pale Blue Eyes” (Reed) – 2:53
  - B-side of "So. Central Rain" 12 inch
11. „Rotary Ten” – 2:00
  - B-side of "Fall on Me" 7 inch
12. „Bandwagon” (Berry, Buck, Mills, Lynda Stipe, M. Stipe) – 2:16
  - B-side of "Cant Get There From Here" 7 & 12 inch
13. „Femme Fatale” (Reed) – 2:49
  - B-side of "Superman" 12 inch
14. „Walters Theme” – 1:32
  - B-side of "So. Central Rain" 7 inch
15. „King of the Road”2 (Roger Miller) – 3:13
  - B-side of "So. Central Rain" 7 inch
16. „Wolves, Lower” – 4:10
17. „Gardening at Night” – 3:29
18. „Carnival of Sorts (Box Cars)” – 3:54
19. „1,000,000” – 3:06
20. „Stumble” – 5:40